# Jenisejski jezici
Jenisejski jezici (jenisejsko-ostjački jezici), malena jezična porodica koja obuhvaća jezike Keta ili Jenisejskih ostjaka. Broj jezika je (2), gotovo su izumrli, a govore se u Rusiji: yugh (jugski) i ket. 
Uz njih pripadali su joj i slabo poznati izumrli jezici arin, assan, yug, pumpokolski i kott oko srednjeg toka rijeke Jenisej u Rusiji.

## Vanjske poveznice
- Ethnologue (14th)
- Ethnologue (15th)
- Tree for Yenisei Ostyak  Arhivirana inačica izvorne stranice od 15. rujna 2008. (Wayback Machine)